# Robert Stewart, vikomt z Castlereaghu
Robert Stewart, vikomt Castlereagh a 2. markýz z Londonderry (18. června 1769 – 12. srpna 1822), běžně znám, jako lord Castlereagh, byl irský a britský státník. Jako britský ministr zahraničí (od 1812) byl klíčovou postavou pro koalici, která porazila Napoleona i Vídeňský kongres, který určil další běh dějin. Castlereagh byl také předsedou britské sněmovny v Liverpoolově vládě od roku 1812 až do své sebevraždy v srpnu 1822. Na začátku své kariéry se, jako hlavní správce Irska, zapojil do potírání irského povstání roku 1798 a zajistil průchod smluv o sjednocení Británie a Irska v roce 1800.
Od roku 1814 pracoval na zachování trvalého míru, rovnováhy a tedy status quo v Evropě. U lidu byl velmi neoblíben a v očích veřejnosti nesl mnohem více viny na represivních domácích opatřeních než premiér lord Liverpool.

## Kariéra politika

### Začátky
V roce 1790 byl Castlereagh zvolen do irského parlamentu, jako nezávislý kandidát. Od začátku své kariéry byl podporovatelem britského premiéra Williama Pitta a celoživotním obhájcem rovnoprávnosti katolíků, i když jeho specifický postoj ke katolické emancipaci přinášel různé dopady na jeho další politiku.
Pro pochopení začátků Castlereaghovy kariéry je nutné se vrátit o několik let zpět. Zatímco prostí Irové v Americké válce za nezávislost otevřeně sympatizovali s „nepřítelem“, irský parlament se nechal „přesvědčit“ k podpoře Londýna. Veškeré své síly a finance do války s rebely v zámoří tak dalo i Irsko a nyní bylo vydáno na pospas hrozbě Francouzsko-španělské invaze. Po celém Irsku tak začaly vznikat nekontrolovatelné dobrovolnické spolky a domobrany. Tyto skupiny nespadaly pod ničí velení a brzy se staly všudypřítomnou hrozbou revoluce. Již v roce 1782 se v dungannonském kostele sešli delegáti mnoha těchto sborů a vyjádřili úmysl podporovat legislativní nezávislost Irska.
Psychické zhroucení Jiřího III. znovu rozvlnilo vody irské politické scény a za šest měsíců následující události ve Francii (svolání Generálních stavů) a jejich další revoluční vývoj poskytly irským politikům podporu lidu. Tehdy Castlereagh narukoval k milicím jako důstojník a sloužil jako podplukovník pod velením strýce své ženy; Thomase Conollyho. K jeho povinnostem v milici patřily i dvě cesty do Paříže, ty podnikl v letech 1791 a 1792.
Hnutí v Irsku bylo tak silné, že se i jeho vůdci zalekli a za krátko se dohodly: Irové (i katolíci) získali téměř vše na co měli z morálního hlediska nárok, ale byly zrušeny dobrovolnické spolky a nahrazeny novými milicemi, které financovala a řídila vláda. Tak se stalo v roce 1793.
Situace vně i uvnitř státu se napříč snaze dále vyhrocovala, například roku 1795 došlo k bitvě v Diamondu. Smluvené výtržnosti, v níž proti sobě stanuly asi tři stovky katolíků a podobný počet protestantů, skončila tehdy vítězstvím protestantů, ti zabili přibližně 30 katolíků. Vůdci irských radikálů navíc navázali kontakt s Francií a ta roku 1796 vyslala 14 000 mužů, pod velením generála Hocheho, jednoho z nejlepších revolučních vojevůdců. Invazi zabránilo jen zimní období bouří, které velitelskou loď zahnalo hluboko na oceánu a ostatní lodě rozeselo po pobřeží Francie. V reakci na to byly oficiální irské iniciativy postaveny mimo zákon. Dále byla posílena moc policie: ta například směla vyhlásit stanné právo nad svým okrskem a kvůli omezení občanských práv mohli svobodně pátrat po zbraních a „odzbrojovat“ Irsko. Toto odzbrojování ani zdaleka nebylo nenásilné a zákonné. Castlereagh se stále více obával o budoucnost Irska, v případě, že by se podařilo zlomit britsko-irské spojení. I když mnohé neschvaloval a byl si vědom četných problémů irské politiky i soužití s Brity, začal podporovat britskou vládu jako celek.
V roce 1794 mu bylo nabídnuto vládou kontrolovaný mandát za okres Tregony v Cornwallu, díky jeho napojení na Camdena, a byl zvolen do britské sněmovny. V roce 1796 se přesunul do mandátu za suffolkské voliče v Oxfordu, v tomto okrese měl podporu z matčiny strany rodiny.
Od března 1798 působil jako úřadující hlavní sekretář svého příbuzného hraběte Camdena, lorda poručníka Irska. Hrabě Camden v této funkci neměl setrvat dlouho, jemu svěřená země nevzkvétala a občanská válka byla na spadnutí. V květnu téhož roku policie, především dík tajným službám, pozatýkala většinu představitelů v utajení pracující Dublinské společnosti irské jednoty. Měl to být triumf, který hraběte Camdena a Irsko udrží tam, kde jsou, ale zmíněný aristokratický revolucionář lord Edward Fitzgerald(taktéž příbuzný s lordem Castlereaghem) se při dopadení nechal smrtelně zranit. Na následky tohoto zranění umírá v cele. Právě jeho mučednická smrt zažehla nekoordinovanou rebelii, která dokázala převzít kontrolu jen nad jihozápadem země. Hrabě Camden, již delší dobu podezřelý ze sympatií k liberálům a katolíkům, byl v listopadu nahrazen markýzem Cornwallisem, kterému se z Londýna dostalo veškeré podpory. Nový lord poručník Irska s Castlereaghem navázal dobré vztahy a ještě jej povýšil. Oba se shodovali v nutnosti zachování jednoty Britského impéria, udržení práva a pořádku a předejití revoluci za pomoci policejních akcí.
Britský premiér William Pitt mladší se po potlačení revoluce rozhodl situaci v Irsku rázně vyřešit a to sjednocením obou parlamentů a zemí. Počítal, že se tak do Irska dostane britský kapitál a stoupne životní úroveň i že irští protestanti přestanou tolik brojit proti zrovnoprávnění katolíků, stanou-li se součástí většiny. Následovala dlouhá a korupcí prosycená politická hra, k níž markýz Cornwallis řekl toto: „Moje práce je nyní té nejnepříjemnější povahy, vyjednávání a spolupracování s nejzkorumpovanějšími lidmi pod nebem. Opovrhuji sebou a nenávidím se za každou hodinu, po níž jsem účasten této špinavosti, drží mě při tom jen jedna věc, to že se bez Unie Britské impérium rozpadne“. Roku 1800 byl zákon o unii prosazen oběma komorami parlamentu Irska i Británie.
Cornwallis, William Pitt mladší i Castlereagh věděli, že Unie nedokáže dlouhodobě přežít bez zrovnoprávnění katolíků. Přes odpor krále Jiřího III. změnu ale nedokázali prosadit. Rezignovali tedy, když se jejich úsilí o zrovnoprávnění ukázalo marným, po tom co tentýž rok v lednu 1801 vzniklo Spojené království Velké Británie a Irska. Zbytky Irského sjednocení se nevzdaly, ale i pro Napoleona již byly na druhé koleji. Proto pokus o povstání z roku 1803 skončil jen šarvátkou v Dublinských ulicích a popravou jejích vůdců.
V roce 1798 měl lord Castlereagh na rukou irskou krev a jeho role zastánce Zákona o Unii mu na popularitě nepřidala, proto mu byly dány „zásluhy“ i za potlačení povstání 1803. Jeho jméno už nikdy nemělo být v Irsku ničím jiným než jménem nejhoršího nepřítele.

### Role v parlamentu a ve vládě
Roku 1801, kdy se prvně sešel nově sjednocený Parlament, zaujal lord Castlereagh místo v Dolní sněmovně. Jiný úřad tehdy oficiálně neměl, ale Henry Addingtons (ministr pro Irské záležitosti a premiér po Williamu Pittovi mladším) prý velmi dal na jeho rady.
Roku 1802 se začala uvolňovat napjatá atmosféra mezi konzervativci a zbytkem politické scény – řešily se náboženské otázky i nespokojenost s novým uspořádáním sjednoceného souostroví. Také se prvnímu ministru Addingtonovi podařilo uzavřít Amienský mír s Francií.
Lord Castlereagh tehdy získal pozici President of the Board of Control a jeho úkolem se stalo uklidnit rozbroje mezi generálním guvernérem Indie, Richardem Wellesleyem, a ředitelem Východoindické obchodní společnosti. Díky své diplomatické obratnosti uspěl, spory urovnal a ještě stihl fakticky podpořit politiku lorda Wellesleyho, čímž získal nového spojence. V kabinetu si navíc pro svou energičnost a inteligenci získal výsadní postavení.
V roce 1804, po znovuvypuknutí války s Napoleonem, se na nátlak lorda Castlereagh a dalších dlouhodobých podporovatelů vrátil do úřadu prvního ministra lord William Pitt mladší. Lord Castlereagh byl povýšen na ministra války a kolonií. Již roku 1805 vypravil expediční sbor, který se vylodil v Hannoveru, a ač téhož roku v prosinci skončila prohrou bitva u Slavkova, do té doby jen na loďstvo sázející britské velení si začalo věřit i na pozemní operace, což bylo nakonec pro pád Napoleona klíčové.
Jako jediný zástupce Pittovy vlády měl Robert Stewart v Dolní sněmovně měl mimořádně silnou pozici a fungoval zde jako vyslanec vlády. S tím jak se zhoršoval zdravotní stav prvního ministra, přebíral lord Castlereagh stále větší zodpovědnost. Po smrti lorda Pitta roku 1806 se politická scéna Velké Británie začala propadat do chaosu. Castlereagh se stal na krátko hlavním mluvčím opozice, co se zahraniční politiky a války týče, než vznikla vláda tzv. “Ministry of All the Talents”. Ta se snažila překlenout vzniklou politickou krizi a sjednotit do té doby protichůdné tábory. Jejím základem byla stará vláda lorda Pitta- bez jeho osoby ovšem nedokázala přetrvat. Než se roku 1807 zhroutila, stihla pouze v témže roce zakázat otroctví. Své hlavní cíle – mír s Francií, konsolidaci vnitřních problémů – však splnit nedokázala a osudnou se jí stal spor o zrovnoprávnění katolíků, který již před sjednocením nabyl osudového rozměru pro celé soustátí. Kariéra lorda Castlereaghe zkáze unikla a on na stejné pozici pokračoval ve vládě vévody z Portlandu. Pod jeho vedením se pak Spojené království vrhlo opět do války na kontinentě tentokrát s již zcela dominujícím Napoleonem. Ve stejnou dobu také provedl zásadní vojenskou reformu a když o rok později ve Španělsku propukla vzpoura proti Napoleonovi, akceschopnější britská armáda neprodleně na jeho rozkaz vyrazila a povstání podpořila – Napoleon jej až do konce svého císařství nedokázal potlačit, ač do základů vypálil mnoho měst.

### Souboj s Canningem
Jako ministr války se dostal do sporu s ministrem zahraničí Georgem Canningem ohledně neúspěšné expedice na Walcheren (ostrovní provincie Nizozemí), která byla roku 1809 součástí boje proti-napoleonské koalice. Spor obou mužů po vojenském debaklu ještě zesílil a ochromil vládu lorda Portlanda. Canning donutil prvního ministra ke slibu, že jak to bude politicky možné Castlereagha odstraní. Lord Castlereagh se to ale zavčas dozvěděl a požadoval nápravu. Vyzval Canninga k souboji palnou zbraní na první krev (nikoliv na smrt) a ten přijal. Castlereagh v tomto souboji zvítězil. Po tomto souboji ovšem oba dva prohráli i boj s veřejným míněním a oba přicházejí o svá ministerská křesla.

### Vídeňský kongres
Castlereagh chtěl proti případné nové expanzi Francie postavit silné Nizozemí a Německý spolek, v němž by hlavní úlohu hrála vzájemně se vyvažující dvojice Rakousko-Prusko. Dále proti expanzi Rakouska do Itálie počítal se silným Královstvím obojí Sicílie a zapojením Osmanské říše do koncertu velmocí (tento bod nevyšel). Přičemž tyto znaky budoucího Vídeňského systému byly prakticky předznamenány již smlouvou ze Chaumontu.
Velká Británie – resp. Castlereagh – měla na Vídeňském kongresu volné ruce, neboť její tradiční zájmy ležely v zámoří a o územní zisky na kontinentě neusilovala. Jako neutrální síla tak mohla působit na vznik nového rovnovážného a mírového stavu. Největší překážkou v těchto snahách byla Sasko-Polská otázka.
Polská otázka se týkala Cara, který chtěl spojit celé původní Polsko s Ruskem v personální unii. Vznikl by tak loutkový stát přenášející mocenský vliv Ruska přímo do střední Evropy. Aby Rusové získali podporu Pruska, slíbili mu připojení celého Saska (Saská otázka). Castlereagh nehodlal nic z toho dopustit, pro zachování rovnováhy sil a prosazoval stávající dělení Polska a územní zisky Pruska na levém břehu Rýna, aby území nemohlo zcela integrovat. Metternichem a Castlereagh se v řešení této dvojsečné otázky potkali na stejné straně. Oba chápali, že je nutné udržet dobré Prusko-Rakouské vztahy a Cara mimo střední Evropu. Dohodli se tedy s Pruskem na řešení sporu tak, že Prusové dostanou část Saska výměnou za společný postup proti Carovi. Ten si pak mohl naoko vybrat zda zachovat stav z roku 1795 (Třetí dělení Polska) a nebo znovu uměle vytvořit plně nezávislé Polsko.
Sasko-polská otázka hrozila vyvolat v lepším případě diplomatický rozkol a v horším novou válku, o čemž svědčí dopis lorda Castlereagha jeho prvnímu ministru lordu Liverpoolovi, ve kterém se píše: „Pokud se podřídíme situaci, cara to nezastaví. Je nutné ho hlídat a čelit mu, bude-li to nutné, stejně jako Bonapartovi.“ a „Prusové opevňují Drážďany a organizují armádu, navíc jazyk jejich vyjednávačů je velmi agresivní.“ Dokonce vznikla ad hoc smlouva o vzájemné obraně mezi Velkou Británií, Rakouskem a Francií. Francie věděla, že ji v budoucnu bude ohrožovat hlavně Prusko a tak od počátku negovala všechny návrhy na ústupky v jeho prospěch. Situace po dlouhých válkách s revoluční a napoleonskou Francií však byla tak špatná, že si vlastně válku nikdo nemohl dovolit a nakonec se tedy Castlereaghovi podařilo dostat od Cara svolení s připojením části Saska k Prusku.
Ale až na jaře 1815 se podařilo vytvořit Německý spolek a sladit v něm Pruské a Rakouské zájmy. Zdárný konec kongresu nakonec urychlil Napoleonův návrat a nutnost se opět semknout. Závěrečné akty Vídeňského kongresu byly podepsány den po bitvě u Waterloo, téměř týden před tím než se o bitvě ve Vídni dozvěděli.

### Zahraniční politika
Na kongresu v Cáchách v roce 1818 odolal ruskému nátlaku na vytvoření svazujícího systému celoevropské „Solidární aliance“, která měla spočívat v tom, že „zdravé“ státy kolektivně zabrání jakékoliv změně, která by se na vnitřní úrovni dělat u někoho z aliance. Předešel také omezení mezinárodní suverenity Francie a tak vlastně otevřel cestu k jejímu zapojení do koncertu velmocí.
Snaha Rusů o „Solidární alianci“ vyústila ve vynesení regionálních problémů na mezinárodní úroveň. První snahy o vměšování do vnitřních záležitostí jiných států Rusové vyvinuli téhož roku – 1818 – při snaze zasahovat do dění v Německém spolku, kde propukly buršácké nepokoje. Situaci ovšem vyřešila Karlovarská usnesení, jichž se zastal i Castlereagh.
Klid neměl trvat dlouho a brzy vypukla revoluce ve Španělsku. Ta z mnoha důvodů, ať již vnitropolitických, ekonomických či čistě mocenských, byla pro britskou zahraniční politiku velmi důležitá. Evropa tak znovu čelila proti novému ruskému tlaku na vznik Solidární aliance.
Situace se vyhrotila v souvislosti s vypuknutím revoluce v Království obojí Sicílie. Požadavky Ruska a ohrožení Rakouska si vynutily Opavský kongres. Metternich sice svému de facto jedinému spojenci do Londýna napsal, že čelí největší krizi své politické kariéry, ten však zadržen vlastní vládou nemohl do Opavy přijet.
Metternich brzy zjistil, že rakouská intervence do Itálie Carovi nevadí, pokud bude prohlášena za intervenci alianční – na což by Castlereagh nikdy nemohl přistoupit – a tak se kongresový systém vzniklý z Castlereaghovy politiky obrátil rázem proti Castlereaghově politice.
Svolán byl tematicky navazující Lublaňský kongres. Byl větší, unipolární (ovládl jej Metternich) a opět bez Castlereagha, kterého vlastní vláda stále odmítala pustit z Londýna, jako klíčovou postavu pro řešení domácí vnitropolitické krize. Diplomacii Velké Británie nebylo s Metternichem konstruovanými dohodami dovoleno ani nesouhlasit – když Charles Steward přečetl zamítavé vyjádření svého bratra, které poslal z Londýna, Metternich řekl jen „že by bylo lepší, kdyby Anglie ve své pozici zvážila, zda by neměla opustit kongres.“.
Rakouská armáda se, i přes britské protesty, dala na pochod, v důsledku čehož krize kulminovala – jen vkročili na italskou půdu, jejich přítomnost vyburcovala k revoluci i v dosud klidné oblasti Itálie. A tak se na pochod dala i ruská armáda. Italská revoluce se však nechala porazit dříve, než do ní mohli zasáhnout. Paralelně s tím skončila i vnitropolitická krize ve Velké Británii a rovnováha sil na kontinentě tak byla uchráněna nevratného poškození. Spolupráce Castlereagha a Metternicha na udržení kongresového systému se rozběhla znovu, jako by se nic nestalo.
Car se ani po zažehnání italské revoluce nevzdal intervencí a požadoval alianční zásah proti revoluci ve Španělsku, která pro tu italskou byla inspirací. Otázka zásahu ve Španělsku však byla odložena na kongres ve Veroně následujícího roku.
Roku 1821 se však odehrály ještě dvě revoluce, nikoliv okrajové pro stabilitu tehdejšího světa. Byly to revoluce v Podunajských knížectvích a Řecku, jejichž strůjci zápolící s Osmanskou říší o nezávislost obratem požádali o pomoc ruského Cara. Ten se jejich volání rozhodl nevyslyšet, aby dosáhl intervence ve Španělsku, ale Osmanská říše – „nemocný muž na Bosporu“ - si věřila natolik, že svými provokacemi válku s Ruskem téměř sama vyvolala a kvůli vraždění (Řeků a pravoslavných křesťanů – např. pověšení patriarchy Georga V.) znechutila veřejnost celé Evropy, která Řeckou válku za nezávislost začala podporovat. Válka podporu měla i na klíčových místech, jak vypovídá následující úryvek ze zprávy britského velvyslance v Petrohradě Bagota: „Intriky hraběte Kapodistriase, ve snaze vyvolat válku, jsou nepředstavitelné a jeho ohromná smělost ho nutí se domnívat, že může být v ten samý čas ochráncem ruské politiky i vůdcem řecké revoluce.“ Díky spojení diplomatických sil Rakouska a Velké Británie se však i této katastrofě podařilo zabránit.

### Poslední léta
Lhostejnost lorda Castlereagh vůči tomu, co si o něm lidé myslí způsobila, že byl i se svou politikou dezinterpretován. Pro lid své země byl spojencem krutých absolutistických režimů a strůjcem domácích represálií (1815 až 1819), které po vzoru svých kontinentálních přátel zaváděl. Nebyla to pravda, lord Castlereagh neměl ve svých pravomocích ministra zahraničí domácí politiku, jiná věc je, že jako vůdce poslanců Dolní komory a člen kabinetu se s nimi musel ztotožnit (zásada jednoho hlasu platí u kabinetu dodnes).
Po tom co bylo v roce 1820 odhaleno Thistlewoodovo spiknutí, jehož cílem bylo povraždit celý kabinet, nosil u sebe Castlereagh po zbytek života dvě pistole pro případ nutné sebeobrany. Během jeho energických proslovů v Dolní komoře, byly tyto zbraně všem na očích a dobře se hodily k jeho z veřejnosti špatné pověsti. Téhož roku propukla nová krize – nezodpovědný král Jiří IV. zatoužil po rozvodu, který mu ale kabinet nedokázal zajistit a soud se vlekl.

#### Pozdní období a smrt

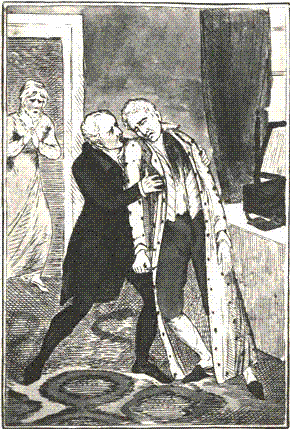
Sebevražda lorda Castlereagha, ilustrace George Cruikshanka, 1822

I přes své zásluhy na porážce Napoleona a obnovení míru v Evropě se lord Castelreagh stal ve své zemi nepopulárním. Byl napadán za to, že podpořil Metternichovskou koncepci míru a dal tak zpátečnickým absolutistickým vládám na kontinentu možnost potlačit opozici.
Odsuzován byl i za podíl na represivních opatřeních ministerstva vnitra za vlády lorda Sidmoutha a podporu jeho širokou veřejností odmítaných opatření, četně neblaze proslulých Šesti zákonů. Nadále však zůstal v kabinetu a pokračoval ve svém diplomatickém úsilí. Jako předseda Dolní sněmovny byl také často povolán k obraně politiky vlády lorda Liverpool.
Po smrti svého otce roku 1821 se stal 2. markýzem z Londonderry. Jeho situace se tak změnila. Nyní již nemohl do Dolní sněmovny jako nereprezentující peer z Londonderry, ale musel se nechat zvolit za Anglii. V roce 1822 začal trpět paranoiou a jinými psychickými problémy spojenými s nervovým zhroucením, které zapříčinila zřejmě kombinace stresu a neutuchající veřejné kritiky.
Vrátil se opět do Loring Hall. Na dotaz svého komorního, zdali se těší na svůj výlet na kontinent, odpověděl: „Kdykoli jindy bych se velmi těšil, ale tentokrát jsem hodně vyčerpán a tato nová odpovědnost je více než mohu unést.“ A právě zde v Loring Hall dne 12. srpna 1822, necelý měsíc před kongresem ve Veroně, spáchal sebevraždu.
I přes úsilí své manželky, která z celého jeho majetku důsledně odstranila všechny nebezpečné předměty a nechávala ho pod stálým dohledem sloužících. Získal několik minut tím, že komorníka poslal pro svého lékaře. Nalezl nůž na dopisy a podřízl si hrdlo. Když do místnosti přispěchal sluhou přivolaný lékař lord Castlereagh ještě stál a řekl svá poslední slova „Udělal jsem si to sám. Podřízl jsem si krk.“

### Pohřeb a odezva
Lord Castlereagh byl pohřben ve Westminsterském opatství.
Velká část veřejnosti však byla proti, a to ze dvou důvodů. Prvním byla samotná nepopularita Lorda Castlereagha za jeho života a druhým způsob jeho odchodu - sebevrah neměl mít právo být pohřben na tomto slavnostním a čestném místě.

## Tituly
Castereagh získal čestný titul vikomta v roce 1796, kdy byl jeho otec povýšen na hraběte z Londonderry. Po smrti svého otce se stal 2. markýzem z Londonderry (titul, který byl udělen jeho otci v roce 1816). Jeho mladší nevlastní bratr, voják, politik a diplomat, Charles Stewart (později Vane) po něm nastoupil jako 3. markýz z Londonderry.